# 김승아
김승아(1993년 2월 16일~현재)는 대한민국의 여성 가수다. 슈퍼스타K 4 출신이다.

## 음반 목록
싱글
- 2009: 《이별예감》
- 2013: 《두개의 달》
- 2013: 《울다 걷다 뛰다》
- 2015: 《Light》

### OST
- 2011: 《나도 꽃 IST Part.4》